# Moções de censura em Portugal
A moção de censura em Portugal é uma iniciativa parlamentar de controlo político do Governo à disposição da Assembleia da República, que incide sobre a execução do programa do Governo ou sobre assunto de relevante interesse nacional.
A aprovação de uma moção de censura implica a demissão do Governo. Ao contrário da maioria das propostas de lei discutidas no Parlamento, a aprovação de uma moção de censura carece da maioria absoluta dos Deputados em efetividade de funções. De 1976 a 1980 eram necessários 132 Deputados (263 no total) a favor, de 1980 até 1991 eram necessários 126 Deputados a favor (250 no total) e desde então 116 Deputados favoráveis (total de 230) à moção para a mesma ser aprovada. Neste sentido a abstenção conta na prática como um voto contra a demissão do Governo, tendo idêntico efeito ao voto contra a moção de censura.
Apenas os Grupos Parlamentares podem apresentar moções de censura. Caso seja rejeitada o Grupo Parlamentar proponente não pode apresentar nova moção de censura na mesma sessão legislativa (ano parlamentar).

## História
No histórico da democracia portuguesa, já foram apresentadas 36 moções de censura, sendo que 2 foram retiradas e 3 canceladas, duas devido à demissão do Primeiro-Ministro e uma não foi votada devido à falta de tempo disponível na sessão legislativa que estava a terminar. 
Das 31 moções de censura votadas até hoje, apenas uma derrubou o Governo ao ser aprovada, em 1987. No entanto, a queda do Governo em 1987 acabou por abrir caminho a maioria absoluta do partido derrubado, o PSD, nas duas legislaturas seguintes.

## Moções de Censura
| Data                         | Autor                     | Primeiro-Ministro         | Primeiro-Ministro                              | Votação | A Favor | Contra | Abstenções | Resultado |
| I Legislatura (1976–1980)    | I Legislatura (1976–1980) | I Legislatura (1976–1980) | I Legislatura (1976–1980)                      | I Legislatura (1976–1980) | I Legislatura (1976–1980) | I Legislatura (1976–1980) | I Legislatura (1976–1980) | I Legislatura (1976–1980) |
| ---------------------------- | ------------------------- | ------------------------- | ---------------------------------------------- | --- | --- | --- | --- | --- |
| 5 de junho de 1979           | PS                        |                           | Carlos Mota Pinto (Independente)               | A moção de censura não foi debatida porque o Primeiro-Ministro se demitiu                                                              | A moção de censura não foi debatida porque o Primeiro-Ministro se demitiu                                                              | A moção de censura não foi debatida porque o Primeiro-Ministro se demitiu                                                              | A moção de censura não foi debatida porque o Primeiro-Ministro se demitiu                                                              | A moção de censura não foi debatida porque o Primeiro-Ministro se demitiu                                                              |
| 5 de junho de 1979           | PCP                       |                           | Carlos Mota Pinto (Independente)               | A moção de censura não foi debatida porque o Primeiro-Ministro se demitiu                                                              | A moção de censura não foi debatida porque o Primeiro-Ministro se demitiu                                                              | A moção de censura não foi debatida porque o Primeiro-Ministro se demitiu                                                              | A moção de censura não foi debatida porque o Primeiro-Ministro se demitiu                                                              | A moção de censura não foi debatida porque o Primeiro-Ministro se demitiu                                                              |
| 14 de junho de 1980          | PCP                       |                           | Francisco Sá Carneiro (Governo PSD/CDS/PPM)    | Por deliberação da Comissão Permanente não foi aceite o debate da moção de censura, dada a exiguidade de duração da sessão suplementar | Por deliberação da Comissão Permanente não foi aceite o debate da moção de censura, dada a exiguidade de duração da sessão suplementar | Por deliberação da Comissão Permanente não foi aceite o debate da moção de censura, dada a exiguidade de duração da sessão suplementar | Por deliberação da Comissão Permanente não foi aceite o debate da moção de censura, dada a exiguidade de duração da sessão suplementar | Por deliberação da Comissão Permanente não foi aceite o debate da moção de censura, dada a exiguidade de duração da sessão suplementar |
| II Legislatura (1980–1983)   |                           |                           |                                                | | | | | |
| 27 de fevereiro de 1982      | PS                        |                           | Francisco Pinto Balsemão (Governo PSD/CDS/PPM) | 130 – 116 | PS, PCP, UEDS, MDP/CDE e ASDI (130) | PSD, CDS e PPM (116) | – | Rejeitada |
| 17 de março de 1982          | PCP                       |                           | Francisco Pinto Balsemão (Governo PSD/CDS/PPM) | A moção de censura foi retirada | A moção de censura foi retirada | A moção de censura foi retirada | A moção de censura foi retirada | A moção de censura foi retirada |
| III Legislatura (1983–1985)  |                           |                           |                                                | | | | | |
| 19 de dezembro de 1984       | CDS                       |                           | Mário Soares (Governo PS/PSD)                  | 71 – 172 | PCP, CDS e 1 Ind. (71) | PS, PSD e ASDI (172) | MDP/CDE e UEDS (7) | Rejeitada |
| IV Legislatura (1985–1987)   |                           |                           |                                                | | | | | |
| 2 de abril de 1987           | PRD                       |                           | Aníbal Cavaco Silva (Governo PSD)              | 134 – 108 | PS, PRD, PCP, MDP/CDE e 1 Ind. (134)                                                                                                   | PSD, CDS e 1 Ind. (108) | 1 Ind. (1) | Aprovada |
| V Legislatura (1987–1991)    |                           |                           |                                                | | | | | |
| 12 de outubro de 1989        | PS                        |                           | Aníbal Cavaco Silva (Governo PSD)              | 102 – 148 | PS, PCP, PRD, CDS, PEV e 3 Ind. (102)                                                                                                  | PSD (148) | – | Rejeitada |
| VI Legislatura (1991–1995)   |                           |                           |                                                | | | | | |
| 20 de outubro de 1994        | CDS                       |                           | Aníbal Cavaco Silva (Governo PSD)              | 95 – 135 | PS, PCP, CDS, PEV e 2 Ind. (95) | PSD (135) | – | Rejeitada |
| 26 de janeiro de 1995        | PCP                       |                           | Aníbal Cavaco Silva (Governo PSD)              | A moção de censura foi retirada | A moção de censura foi retirada | A moção de censura foi retirada | A moção de censura foi retirada | A moção de censura foi retirada |
| VII Legislatura (1995–1999)  |                           |                           |                                                | | | | | |
| –                            |                           |                           | António Guterres (Governo PS)                  | Na VII Legislatura não foram apresentadas moções de censura                                                                            | Na VII Legislatura não foram apresentadas moções de censura                                                                            | Na VII Legislatura não foram apresentadas moções de censura                                                                            | Na VII Legislatura não foram apresentadas moções de censura                                                                            | Na VII Legislatura não foram apresentadas moções de censura                                                                            |
| VIII Legislatura (1999–2002) |                           |                           |                                                | | | | | |
| 30 de junho de 2000          | CDS                       |                           | António Guterres (Governo PS)                  | 96 – 117 | PSD e CDS (96) | PS e BE (117) | PCP e PEV (17) | Rejeitada |
| 15 de setembro de 2000       | PSD                       |                           | António Guterres (Governo PS)                  | 96 – 117 | PSD e CDS (96) | PS e BE (117) | PCP e PEV (17) | Rejeitada |
| 25 de maio de 2001           | BE                        |                           | António Guterres (Governo PS)                  | 115 – 19 | PCP, PEV e BE (19) | PS (115) | PSD e CDS-PP (96) | Rejeitada |
| IX Legislatura (2002–2005)   |                           |                           |                                                | | | | | |
| 21 de março de 2003          | PS                        |                           | José Manuel Durão Barroso (Governo PSD/CDS)    | 111 – 119 | PS, PCP, BE e PEV (111) | PSD e CDS-PP (119) | – | Rejeitada |
| 21 de março de 2003          | PCP                       |                           | José Manuel Durão Barroso (Governo PSD/CDS)    | 111 – 119 | PS, PCP, BE e PEV (111) | PSD e CDS-PP (119) | – | Rejeitada |
| 21 de março de 2003          | BE                        |                           | José Manuel Durão Barroso (Governo PSD/CDS)    | 111 – 119 | PS, PCP, BE e PEV (111) | PSD e CDS-PP (119) | – | Rejeitada |
| 21 de março de 2003          | PEV                       |                           | José Manuel Durão Barroso (Governo PSD/CDS)    | 111 – 119 | PS, PCP, BE e PEV (111) | PSD e CDS-PP (119) | – | Rejeitada |
| X Legislatura (2005–2009)    |                           |                           |                                                | | | | | |
| 11 de janeiro de 2008        | BE                        |                           | José Sócrates (Governo PS)                     | 22 – 121 | PCP, BE, PEV e 1 Ind. (22) | PS (121) | PSD e CDS (87) | Rejeitada |
| 5 de maio de 2008            | PCP                       |                           | José Sócrates (Governo PS)                     | 22 – 121 | PCP, BE, PEV e 1 Ind. (22) | PS (121) | PSD e CDS (87) | Rejeitada |
| 2 de junho de 2008           | CDS                       |                           | José Sócrates (Governo PS)                     | 14 – 121 | CDS (14) | PS (121) | PSD, PCP, BE, PEV e 1 Ind. (95) | Rejeitada |
| 12 de junho de 2009          | CDS                       |                           | José Sócrates (Governo PS)                     | 87 – 121 | PSD, CDS-PP e 1 Ind. (87) | PS (121) | PCP, BE, PEV e 1 Ind. (22) | Rejeitada |
| XI Legislatura (2009–2011)   |                           |                           |                                                | | | | | |
| 21 de maio de 2010           | PCP                       |                           | José Sócrates (Governo PS)                     | 31 – 97 | BE, PCP e PEV (31) | PS (97) | PSD e CDS (102) | Rejeitada |
| 4 de março de 2011           | BE                        |                           | José Sócrates (Governo PS)                     | 31 – 97 | BE, PCP e PEV (31) | PS (97) | PSD e CDS (102) | Rejeitada |
| XII Legislatura (2011–2015)  |                           |                           |                                                | | | | | |
| 20 de junho de 2012          | PCP                       |                           | Pedro Passos Coelho (Governo PSD/CDS)          | 24 – 132 | PCP, BE e PEV (24) | PSD e CDS (132) | PS (74) | Rejeitada |
| 1 de outubro de 2012         | PCP                       |                           | Pedro Passos Coelho (Governo PSD/CDS)          | 24 – 132 | PCP, BE e PEV (24) | PSD e CDS (132) | PS (74) | Rejeitada |
| 1 de outubro de 2012         | BE                        |                           | Pedro Passos Coelho (Governo PSD/CDS)          | 24 – 132 | PCP, BE e PEV (24) | PSD e CDS (132) | PS (74) | Rejeitada |
| 28 de março de 2013          | PS                        |                           | Pedro Passos Coelho (Governo PSD/CDS)          | 98 – 132 | PS, PCP, BE e PEV (98) | PSD e CDS (132) | – | Rejeitada |
| 15 de julho de 2013          | PEV                       |                           | Pedro Passos Coelho (Governo PSD/CDS)          | 98 – 132 | PS, PCP, BE e PEV (98) | PSD e CDS (132) | – | Rejeitada |
| 27 de maio de 2014           | PCP                       |                           | Pedro Passos Coelho (Governo PSD/CDS)          | 98 – 132 | PS, PCP, BE e PEV (98) | PSD e CDS (132) | – | Rejeitada |
| XIII Legislatura (2015–2019) |                           |                           |                                                | | | | | |
| 19 de outubro de 2017        | CDS                       |                           | António Costa (Governo PS)                     | 107 – 123 | PSD e CDS (107) | PS, BE, PCP, PEV e PAN (123) | – | Rejeitada |
| 20 de fevereiro de 2019      | CDS                       |                           | António Costa (Governo PS)                     | 107 – 123 | PSD e CDS (107) | PS, BE, PCP, PEV, PAN 1 Ind. (123) | – | Rejeitada |
| XIV Legislatura (2019–2022)  |                           |                           |                                                | | | | | |
| –                            |                           |                           | António Costa (Governo PS)                     | Na XIV Legislatura não foram apresentadas moções de censura                                                                            | Na XIV Legislatura não foram apresentadas moções de censura                                                                            | Na XIV Legislatura não foram apresentadas moções de censura                                                                            | Na XIV Legislatura não foram apresentadas moções de censura                                                                            | Na XIV Legislatura não foram apresentadas moções de censura                                                                            |
| XV Legislatura (2022–2024)   |                           |                           |                                                | | | | | |
| 6 de julho de 2022           | CH                        |                           | António Costa (Governo PS)                     | 12 – 133 | CH (12) | PS, PCP, BE, PAN e L (133) | PSD e IL (85) | Rejeitada |
| 4 de janeiro de 2023         | IL                        |                           | António Costa (Governo PS)                     | 20 – 127 | IL e CH (20) | PS, PCP e Livre (127) | PSD, BE e PAN (83) | Rejeitada |
| 15 de setembro de 2023       | CH                        |                           | António Costa (Governo PS)                     | 20 – 133 | CH e IL (20) | PS, PCP, BE, PAN e L (133) | PSD (77) | Rejeitada |
| XVI Legislatura (2024–2025)  |                           |                           |                                                | | | | | |
| 18 de fevereiro de 2025      | CH                        |                           | Luís Montenegro (Governo PSD/CDS/PPM)          | 49 – 171 | CH e 1 Ind. (49) | PSD, PS, IL, PCP, BE, L e PAN (171) | PCP (4) | Rejeitada |
| 2 de março de 2025           | PCP                       |                           | Luís Montenegro (Governo PSD/CDS/PPM)          | 14 – 88 | PCP, BE, L e PAN (14) | PSD, CDS e IL (88) | PS e CH (126) | Rejeitada |

## Estatísticas[3]

### Governos Visados
Das 36 moções de censura apresentadas:
- 14 foram apresentadas contra Governos do Partido Socialista (PS);
- 10 foram apresentadas contra Governos PPD/PSD.CDS-PP (PSD/CDS);
- 5 foram apresentadas contra Governos PPD/PSD.CDS-PP.PPM (PSD/CDS/PPM);
- 4 foram apresentadas contra Governos do Partido Social Democrata (PSD);
- 2 foram apresentadas contra um Governo independente;
- 1 foi apresentada contra um Governo PS.PPD/PSD (PS/PSD).

### Partidos Apresentadores
Das 36 moções de censura apresentadas:
- 11 foram apresentadas pelo Partido Comunista Português (PCP);
- 7 foram apresentadas pelo CDS (CDS-PP);
- 5 foram apresentadas pelo Partido Socialista (PS);
- 5 foram apresentadas pelo Bloco de Esquerda (B.E.);
- 3 foram apresentadas pelo CHEGA (CH);
- 2 foram apresentadas pelo Partido Ecologista “Os Verdes” (PEV);
- 1 foi apresentada pelo Partido Social Democrata (PSD);
- 1 foi apresentada pelo Partido Renovador Democrático (PRD);
- 1 foi apresentada pela Iniciativa Liberal (IL).